# Belarra
Ne doit pas être confondu avec Belharra-Perdun.
Belarra est un village de la province de Huesca, situé à une dizaine de kilomètres au sud de la ville de Sabiñánigo, dans la Guarguera, à 840 mètres d'altitude. Le village compte actuellement sept habitants.